# Damià Forment
Damià Forment (València, entre 1475 i 1480 - Santo Domingo de la Calzada, Logronyo, 22 de desembre de 1540) fou un escultor valencià.
Fill de pare escultor, d'estil renaixentista, es creu per la seva formació probablement a Itàlia. Se'l considera un dels primers escultors introductors del renaixement a Espanya.

## Biografia
Va ser a Saragossa, a la Basílica del Pilar, on va realitzar el seu primer gran encàrrec, el retaule per a l'altar major, molt semblant al que també va realitzar, en 1512 per a la catedral d'Osca.
Però potser, l'obra més important i polèmica és el retaule per al monestir de Poblet (Tarragona), que li va encarregar l'abat Pere Caixal, en alabastre blanc. El va fer entre 1527 i 1529, comptant amb molts col·laboradors. El van acusar de no posar bon alabastre i deficiències en la talla (sobretot ornamental), per la qual cosa no va cobrar l'estipulat en el contracte. El retaule està restaurat i és l'obra d'estil renaixement més important que té el monestir de Poblet.
Va morir quan estava treballant en el retaule de la catedral de Santo Domingo de la Calzada.

## Obres de Damià Forment
| Imatge                             | Datació   | Obra                                                                             | Tècnica i notes | Localització                                                       |
| ---------------------------------- | --------- | -------------------------------------------------------------------------------- | --- | ------------------------------------------------------------------ |
|                                    | 1503 ca.  | Retaule de la Puríssima Concepció o retaule eucarístic del convent de la Puritat | Pedra En col·laboració amb Pau i Onofre Forment i Nicolau Falcó | València Museu de Belles Arts de València                          |
|                                    | 1509      | Retaule major de la Basílica del Pilar                                           | Alabastre | Saragossa Basílica del Pilar                                       |
|                                    | 1512      | Retaule major de la Catedral d'Osca                                              | Alabastre | Osca Catedral                                                      |
|                                    | 1511      | Retaule de l'església de San Pablo                                               | Alabastre | Saragossa Església de San Pablo                                    |
|                                    | 1515      | Mare de Déu del Cor                                                              | Alabastre 36 x 40 x 14 cm Prové del convent de Santa Teresa de Saragossa | Saragossa Col·lecció particular                                    |
|                                    | 1517-1519 | Retaule de l'església de Santa Engracia                                          | Atribuït Alabastre Se'n conserven dos fragments: l'Adoració dels Reis (107,5 x 74,5 x 28 cm) i el Pare Etern (56 x 50 x 23 cm) Potser del retaule encarregat per Jorge Cocci per a la capella familiar | Saragossa Museo de Zaragoza                                        |
|                                    | 1518      | Retaule de l'església de San Miguel de los Navarros                              | | Saragossa Església de San Miguel de los Navarros                   |
|                                    | 1520 ca.  | Sant Onofre, del retaule de Santo Domingo                                        | Alabastre policromat 102 x 33,5 x 21,5 cm | Saragossa Museo de Zaragoza                                        |
|                                    | 1524      | Retaule major de l'església de La Magdalena                                      | | Tarassona Església de la Magdalena                                 |
|                                    | 1524-1525 | Crucifix                                                                         | Fusta policromada 220 x 118 cm Procedeix del retaule major, desmuntat al segle XVIII | Saragossa Parròquia de Santa María Magdalena, Capella del Crist    |
|                                    | 1527      | Retaule del Monestir de Poblet                                                   | Alabastre | Monestir de Poblet Església                                        |
| Fotografia Article amb fotografies | 1528-     | Retaule i decoració de la capella del Sant Sepulcre                              | Atribuïts a Forment i el seu taller Les figures del Sant Sepulcre, en alabastre, desapareguda en 1835; la decoració es conserva                                                                        | Mare de Déu de la Serra (Montblanc)                                |
|                                    | 1528 ca.  | Retaule de Sant Joan de la Muntanya (prop de Montblanc)                          | Destruït: se'n conserven pocs fragments | Montblanc Museu Comarcal de la Conca de Barberà (alguns fragments) |
|                                    | 1530 ca.  | Sant Marc i Sant Lluc, del retaule del Carmen Calzado                            | Alabastre 84 x 22 x 25 cm i 85 x 23 x 23,5 cm | Saragossa Museo de Zaragoza                                        |
|                                    | 1530 ca.  | Sepulcre de l'arquebisbe Pere de Cardona                                         | Atribuït | Tarragona Catedral de Tarragona                                    |
|                                    | 153- ?    | Noli me tangere                                                                  | Atribuït<be>Alabastre 164 x 93 cm | València Museu de Belles Arts de València                          |
|                                    | 1530 ca.  | Mare de Déu de les Neus i Santa Anna amb la Mare de Déu i el Nen                 | Alabastre policromat 68 x 28 x 20 cm i 90 x 39 x 20 cm | Salvatierra de Esca Església                                       |
|                                    | 1530 ca.  | Retaule de l'església de Sant Joan                                               | Alabastre Només se'n conserva un fragment, amb l'Epifania | Lleida Museu Diocesà de Lleida                                     |
|                                    | 1530-1540 | Santa Anna amb la Mare de Déu i el Nen                                           | Alabastre 58 x 48 x 27 cm | Saragossa Col·lecció particular                                    |
|                                    | 1532      | Retaule de Sant Jaume (Col·legiata de Bolea)                                     | | Bolea Colegiata                                                    |
|                                    | 1532      | Retaule de San Nicolás de Bari                                                   | Alabastre Se'n conserven dos fragments: el dot de les tres filles (a Velilla, 30 x 30 x 20 cm) i la cinquena angoixa (Barcelona, 36 x 35 x 14 cm)                                                      | Velilla de Ebro, Ayuntamiento Barcelona, Museu Frederic Marès      |
|                                    | 1537      | Retaule major                                                                    | | Santo Domingo de la Calzada Catedral                               |
|                                    | 1537-1540 | Mare de Déu amb el nen                                                           | Alabastre 47 x 34 x 19 cm | Logronyo                                                           |
|                                    | 1538      | Predel·la del retaule major                                                      | | Barbastre Catedral                                                 |
| Fotografia al web del MNAC         | 1534-1537 | Dormició de la Mare de Déu                                                       | Atribuïda, procedent de l'Església de Sant Miquel de Barcelona Conservada fragmentàriament | Barcelona Museu Nacional d'Art de Catalunya                        |
|                                    | 1517-     | Façana de la Casa Gralla                                                         | Autoria no confirmada | Barcelona Enderrocada en 1856, només se'n conserven fotografies    |
|                                    | 1520-1530 | Adoració dels pastors                                                            | 38 x 45 cm Part central d'un tríptic de l'Anunciació, la resta del qual s'ha perdut | Sobradiel Santiago Apóstol, Capilla del Rosario                    |
|                                    | 1532      | Mare de Déu amb nen                                                              | Potser obra del taller Relleu en alabastre amb restes de policromia 42 x 37,5 x 8 cm | Barcelona Museu Frederic Marès                                     |
|                                    | 1522-1525 | Pietat                                                                           | | Osca Catedral                                                      |
|                                    | 1537-1538 | Sepulcre del virrei Juan de Lanuza a l'església de la Col·legiata                | Alabastre Molt mutilat: se'n conserva part de la decoració arquitectònica i dos fragments escultòrics: la Fortalesa i la Prudència 57 x 37 x 27 cm i 61 x 41 x 16 cm                                   | Alcanyís Col·legiata                                               |
|                                    | 1537      | Dibuix de les taules del retaule major                                           | Només el dibuix: el retaule el van pintar Juan de Moreto, Pedro de Lasaosa i Miguel de Peñaranda | Sallent de Gállego Església                                        |